# Château Troplong-Mondot
Le château Troplong-Mondot est un domaine viticole français de 33 hectares (dont 29 de vignes) situé à Saint-Émilion en Gironde. En AOC Saint-Émilion, il est classé Premier grand cru classé B dans les derniers classements des vins de Saint-Émilion de 2006.

## Histoire
Fondé au XVIIe siècle par l'abbé Raymond de Sèze qui construit le château en 1745, le domaine de Mondot acquiert sous sa direction une grande renommée. En 1850, Raymond-Théodore Troplong (1795-1869), juriste et pair de France, va faire l'acquisition du domaine sur un coup de cœur, l'agrandir à 33 hectares, et le hisser à un rang prestigieux. À sa mort en 1869, son neveu Édouard Troplong ajoute au domaine son patronyme.
En 1934, Alexandre Valette, négociant en vins à Paris, achète la propriété, dont hériteront tour à tour son fils Bernard puis son petit-fils Claude. Ce dernier confie, en 1981, la destinée du vignoble à sa fille Christine Valette-Pariente (1956-2014), qui gère alors le domaine avec les conseils de Michel Rolland et obtient en 2006 la classification Premier grand cru classé B après des années de travail dans la qualité et l'excellence. En juillet 2017, le groupe de réassurance Scor en devient l'unique propriétaire (les chambres d’hôtes et le restaurant étoilé Les Belles Perdrix sont inclus dans la vente).

## Terroir
Le sol est argilo-calcaire sur la côte de Pavie. Situé sur la butte de Mondot, le domaine fait face au village de Saint-Émilion.

## Vin
L'encépagement est constitué à 90 % de merlot, à 5 % cabernet-sauvignon et à 5 % de cabernet franc et les rendements pratiqués ne dépassent pas 50 hl/ha. Les vignes ont une moyenne d'âge de 35 ans.